# 比斯克拉棕櫚
比斯克拉棕櫚（英語：Biskra Palms）是位於美國加利福尼亞州河濱縣的一個非建制地區。該地的面積和人口皆未知。

## 地理
比斯克拉棕櫚的座標為33°47′24″N 116°15′11″W / 33.79000°N 116.25306°W，而該地的平均海拔高度為95米（即312英尺）。